# Steve (légköri jelenség)

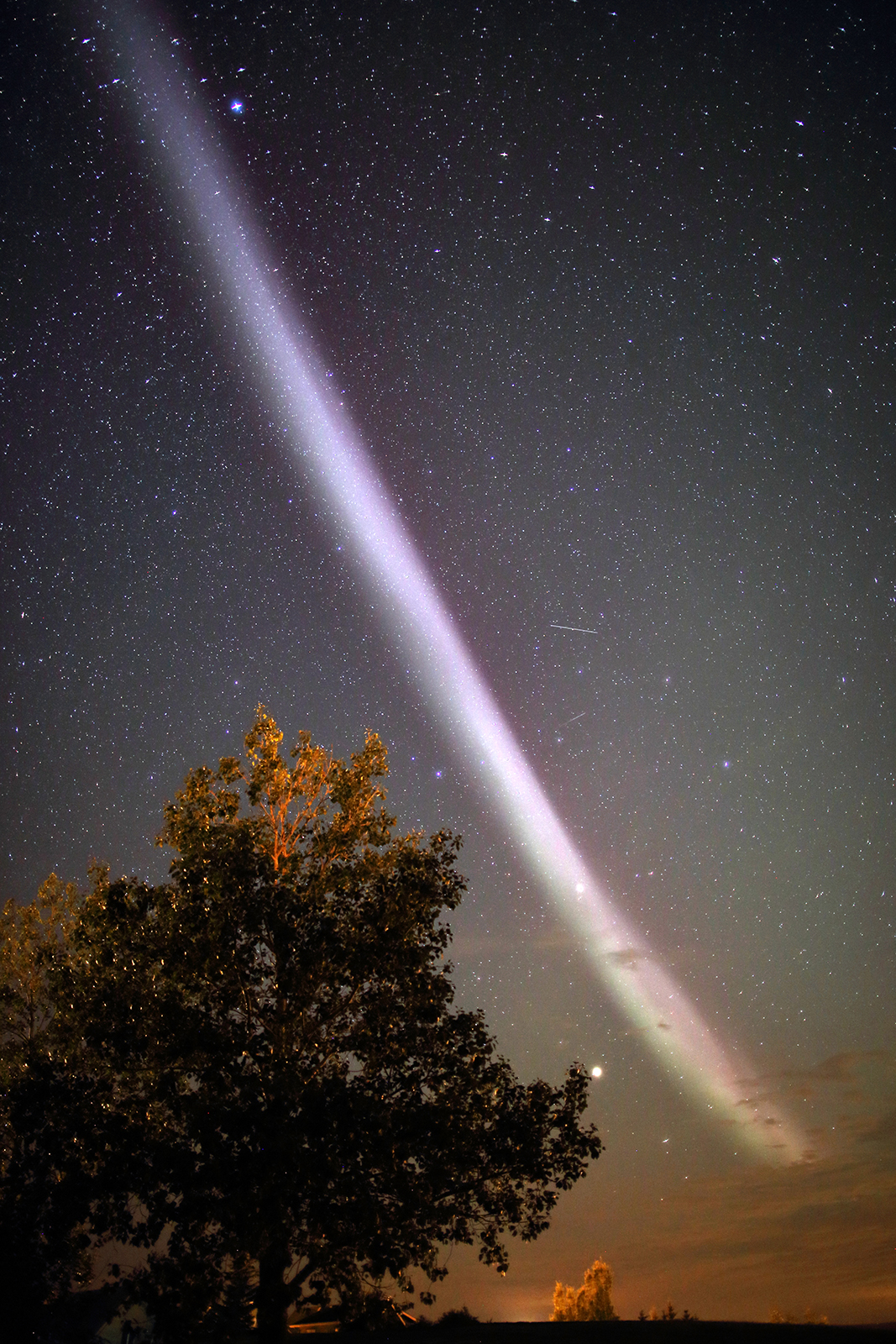
Egy steve-ről készült fénykép (2015. augusztus 17., Little Bow Resort, AB, Kanada). Fotó: Elfie Hall

A steve egy légköri, optikai jelenség, amely függőleges, világos lila fényszalagként jelenik meg az égbolton. 
2016-ban fedezték fel amatőr auróra megfigyelők (Alberta, Kanada). Az Európai Űrügynökség (ESA) Swarm küldetésének műholdas adatai elemzése szerint a steve jelenség egy 25 km széles szalag, ami forró gázokból áll, 450 km magasságban, hőmérséklete 3000 °C, áramlási sebessége 6 km/s (a szalagon kívül a gázok sebessége 10 m/s).
A jelenség nem ritka, de kutatók nem vizsgálták korábban. 2018  augusztusában kutatók megállapították, hogy a jelenségnek nincs köze a sarki fényt előidéző részecskék áramlásához (elektronok  vagy ionok).
A steve valószínű keletkezési helye az ionoszféra.

## Felfedezés és elnevezés
A sarki fényt figyelő amatőr csoport (Alberta Aurora Chasers) volt az első, aminek tagjai felfedezték és steve-nek nevezték el. Eleinte tévesen a sarki fény egyik fajtájának gondolták, ezért kezdetben "proton aurórá"-nak és   "proton ív"-nek nevezték, de amikor Eric Donovan fizikaprofesszor (University of Calgary) meglátta a képeket, gyanította, hogy nem ez a helyzet, mert a proton auróráknak gyenge, diffúz fényük van, ami miatt alig láthatók. Ahogy összevetette az időt és a helyet a Swarm műhold adataival, beleértve a GPS koordinátákat, a jelenség nagyon jól megkülönböztethető volt.
Az egyik auróra megfigyelő, Chris Ratzlaff fotós javasolta a „steve”  nevet a Túl a sövényen animációs filmvígjáték alapján (2006),  amelyben a szereplők választották ezt a nevet egy félelmetes valami ismeretlen számára. Az eddig leíratlan és szokatlan steve „auróra” elnevezés vírusként terjedt, például az  Aurorasaurus égboltfigyelő amatőr csoport tagjai által.
A STEVE nevet utólag, 2017 áprilisában "Strong Thermal Emission Velocity Enhancement" rövidítéseként oldották fel, amit  elfogadott a NASA Goddard Space Flight Center is.

## Előfordulása és oka
A steve-et az egyenlítőhöz  közelebb is meg lehet figyelni, mint a sarki fényt. 
A steve úgy jelenik meg, mint egy nagyon keskeny szalag vagy ív, ami  több száz vagy akár több ezer kilométer hosszú is lehet, ami általában kelet-nyugati irányú. A steve időtartama 20 perctől egy óráig terjed. A  steve nem volt megfigyelhető 2016 októbere és 2017 februárja között, illetve 2017 októbere és 2018 februárja között, ami a NASA szerint arra utal, hogy csak bizonyos évszakokban jelenik meg.
Egy tanulmány jelent meg 2018 márciusában  Donovan, Ratzlaff és más társ-szerzők által a  Science Advances  lektorált folyóiratban, ebben azt a lehetőséget ismertették, hogy a steve egy sarki fény alatti ionáramlással kapcsolatos (angol rövidítéssel SAID - subauroral ion drift), ami igen gyorsan mozog és rendkívül forró részecskék alkotják.

## Lásd még
- Űridőjárás
- Termoszféra

## Külső hivatkozások
- Eric Donovan's presentation at 2017 ESA Earth Explorer Missions Science Meeting (1:08:30 - 1:26:00)
- Alberta Aurora Chasers
- NASA Goddard with Liz MacDonald: The Aurora Named Steve. YouTube , 2018. március 14.
- smithsonianmag.com: STEVE the Purple Beam of Light Is Not An Aurora After All, 2018-08-22
- New science in plain sight: Citizen scientists lead to the discovery of optical structure in the upper atmosphere, 2018-03-14

## Fordítás
Ez a szócikk részben vagy egészben  a   Steve (atmospheric phenomenon) című angol Wikipédia-szócikk ezen változatának fordításán alapul.  Az eredeti cikk szerkesztőit annak laptörténete sorolja fel. Ez a jelzés csupán a megfogalmazás eredetét és a szerzői jogokat jelzi, nem szolgál a cikkben szereplő információk forrásmegjelöléseként.